# ヤガマニア
『ヤガマニア』は、1986年10月25日に発売された八神純子の10枚目のオリジナルアルバムである。
アルファ・ムーン移籍第3弾アルバムで、アルファ・ムーンからの最後のタイトルとなった。

## 解説
ロサンゼルスにてレコーディングされた、先行シングル『FUN CITY』『カメレオン』をはじめ、全10曲を収録。
1994年（イーストウエスト・ジャパン）、2012年（紙ジャケット仕様／ワーナーミュージック・ジャパン）にCDとして再リリースされている。なお、2012年盤は、ボーナス・トラックが収録されている。
八神のファンクラブ『Key of J』の会報誌のタイトルも『ヤガマニア』となっている。

## 収録曲
| 全編曲: J.J.Stanley。 |                        |          |             |      |
| #                     | タイトル               | 作詞     | 作曲        | 時間 |
| 1.                    | 「ルーザー」           | 八神純子 | 八神純子    | 4:21 |
| 2.                    | 「ダイナマイト ラブ」  | 八神純子 | 八神純子    | 4:14 |
| 3.                    | 「FUN CITY」           | 八神純子 | J.J.Stanley | 4:33 |
| 4.                    | 「消えたサイゴンの娘」 | 八神純子 | 八神純子    | 6:06 |
| 5.                    | 「哀愁パラダイス」     | 八神純子 | 八神純子    | 3:58 |

| #   | タイトル                                    | 作詞     | 作曲     | 時間 |
| --- | ------------------------------------------- | -------- | -------- | ---- |
| 6.  | 「ボクサー」                                | 八神純子 | 八神純子 | 5:05 |
| 7.  | 「カメレオン」                              | 八神純子 | 八神純子 | 4:10 |
| 8.  | 「金色のサプライズ」                        | 八神純子 | 八神純子 | 4:29 |
| 9.  | 「コスモスの夜 (西暦2000年に向けて PART2)」 | 八神純子 | 八神純子 | 5:21 |
| 10. | 「BROTHER & SISTER」                        | 八神純子 | 八神純子 | 4:13 |

### 2012年盤
| 全編曲: J.J.Stanley。 |                                                 |          |             |      |
| #                     | タイトル                                        | 作詞     | 作曲        | 時間 |
| 1.                    | 「ルーザー」                                    | 八神純子 | 八神純子    | 4:21 |
| 2.                    | 「ダイナマイト ラブ」                           | 八神純子 | 八神純子    | 4:14 |
| 3.                    | 「FUN CITY」                                    | 八神純子 | J.J.Stanley | 4:33 |
| 4.                    | 「消えたサイゴンの娘」                          | 八神純子 | 八神純子    | 6:06 |
| 5.                    | 「哀愁パラダイス」                              | 八神純子 | 八神純子    | 3:58 |
| 6.                    | 「ボクサー」                                    | 八神純子 | 八神純子    | 5:05 |
| 7.                    | 「カメレオン」                                  | 八神純子 | 八神純子    | 4:10 |
| 8.                    | 「金色のサプライズ」                            | 八神純子 | 八神純子    | 4:29 |
| 9.                    | 「コスモスの夜 (西暦2000年に向けて PART2)」     | 八神純子 | 八神純子    | 5:21 |
| 10.                   | 「BROTHER & SISTER」                            | 八神純子 | 八神純子    | 4:13 |
| 11.                   | 「FUN CITY (シングルver.)」(ボーナス・トラック) | 八神純子 | J.J.Stanley | 4:07 |

## 曲解説

### A面
1. ルーザー
2. ダイナマイト ラブ
3. FUN CITY
先行シングル曲。無表記だがアルバムバージョンである。住友生命「ヤングベストII」イメージソングに起用された。
4. 消えたサイゴンの娘
1994年盤の再発売時にボーカルが違うテイクに差し替えられた。
5. 哀愁パラダイス

### B面
1. ボクサー
2. カメレオン
後にシングルカットされた曲。クラリオンCMソングに起用された。
3. 金色のサプライズ
シングル「カメレオン」のカップリング曲。
4. コスモスの夜 (西暦2000年に向けて PART2)
アルバム『COMMUNICATION』収録の「1984 (西暦2000年に向けて)」の続編。
5. BROTHER & SISTER

### ボーナス・トラック
1. FUN CITY (シングルver.)
アルバムバージョンは、打ち込みだが、シングルバージョンはロックテイストになっている。